# Crucianella
Crucianella là một chi thực vật có hoa trong họ Thiến thảo (Rubiaceae).

## Hình ảnh

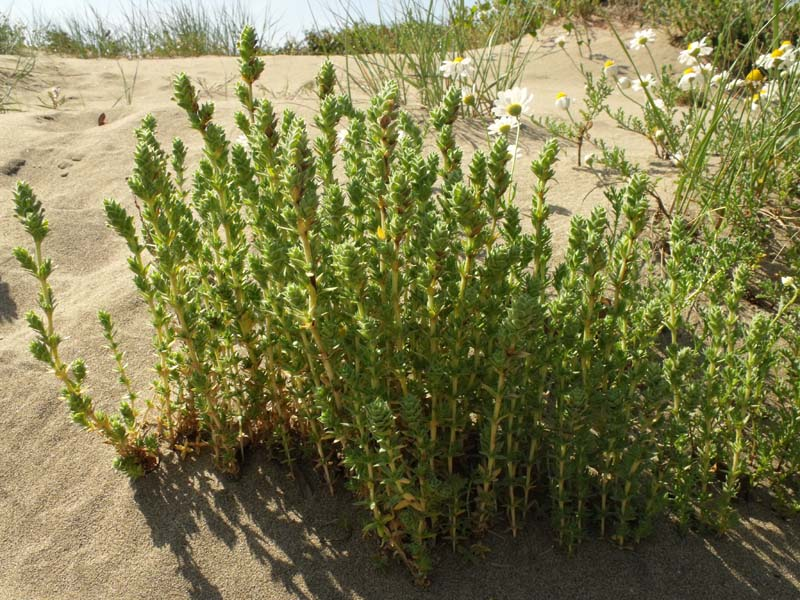
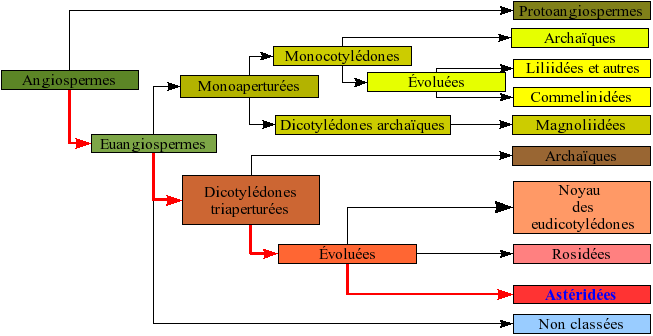

## Loài
Chi Crucianella gồm các loài: